# Caspar Ratzenberger
Caspar Ratzenberger (* 1533 in Saalfeld; † 22. November 1603 in Ortrand) war Stadtarzt in Naumburg und Botaniker. Er studierte an der Universität Wittenberg und legte das Herbarium Ratzenberger an.

## Herbarium Ratzenberger

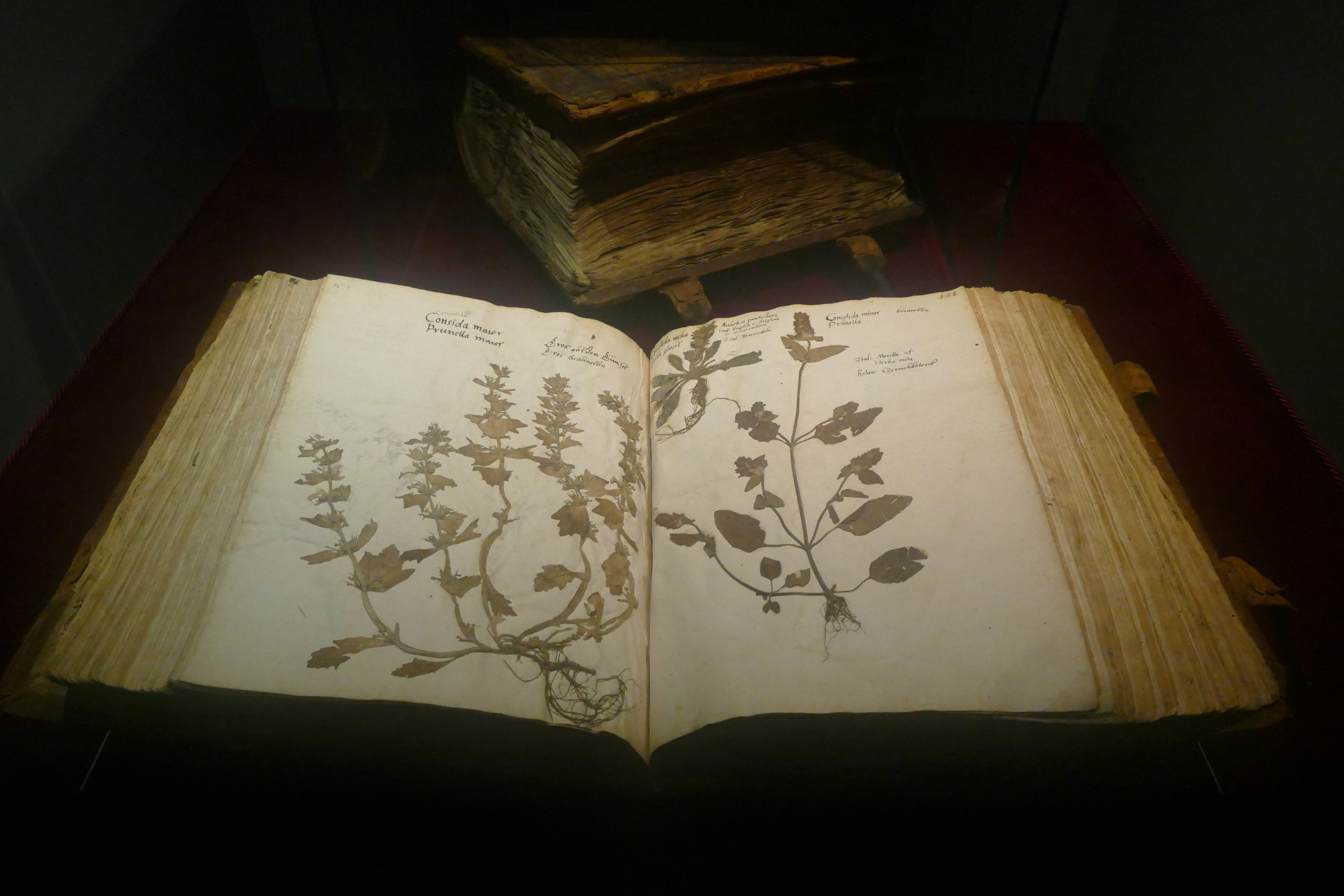
Das Herbarium Caspar Ratzenberger im Naturkundemuseum Ottoneum

Das aus drei Büchern bestehende Herbarium basiert auf Pflanzen, die Ratzenberger während seiner Reisen, die ihn unter anderem nach Frankreich und Italien führten, zwischen 1555 und 1592 sammelte. Die getrockneten und gepressten Pflanzen sind auf Papierseiten geklebt worden, die zu Büchern gebunden wurden. Das Herbarium umfasst 700 mit Namen versehene Pflanzen und wurde 1592 den an Naturstudien interessierten Landgrafen von Hessen-Kassel Wilhelm dem Weisen und dessen Sohn Moritz dem Gelehrten übergeben, so dass es nach Kassel gelangte, wo es heute im Naturkundemuseum Ottoneum ausgestellt wird.